# 吉特·苏内森
吉特·苏内森（丹麥語：Gitte Sunesen，1971年12月11日—），丹麦前女子手球运动员。她曾代表丹麦国家队参加1996年夏季奥林匹克运动会手球比赛，结果队伍获得一枚金牌。